# 고카몬
어가문(일본어: 御家門 고카몬[*])은 에도 시대의 신판 다이묘의 일족(도쿠가와 장군가)이다. 줄여서 가문(일본어: 家門 카몬[*])이라고 한다.
- 에치젠 마쓰다이라가 - 에도 막부 초대 쇼군 도쿠가와 이에야스의 차남 유키 히데야스의 가계
- 아이즈 마쓰다이라가 - 제2대 쇼군 도쿠가와 히데타다의 서자 호시나 마사유키의 가계
- 오치 마쓰다이라가 - 제6대 쇼군 도쿠가와 이에노부의 동생 마쓰다이라 기요타케의 가계
- 히사마쓰 마쓰다이라가 - 이에야스의 동복 동생들(씨다른 형제들)인 마쓰다이라 야스모토, 야스토시, 사다카쓰를 가문원으로 받아들인 경우
- 오쿠다이라 마쓰다이라가 - 이에야스의 장녀 가메히메의 아들 마쓰다이라 다다아키라를 이에야스의 양자로 들인 경우

## 같이 보기
- 마쓰다이라씨
- 어련지